# Csomós Lajos
Csomós Lajos (Balmazújváros, 1974. szeptember 8. –) Jászai Mari-díjas magyar színész.

## Életpályája
Balmazújvárosban született, 1974. szeptember 8-án. Debrecenben, az Ady Endre Gimnázium drámatagozatán érettségizett. Békéscsabán a Fiatal Színházművészetért Alapítványi Színiiskolában, Gáspár Tibor osztályában végzett. Pályakezdése óta a Békéscsabai Jókai Színház társulatának tagja. Több alkalommal a Megye Színművésze díját, 2010-ben és 2019-ben Gálfy László-gyűrű díjat kapott, 2022-ben Jászai Mari-díjjal jutalmazták.
2022-2025 között a Színház- és Filmművészeti Egyetem drámainstruktor szakos hallgatója.

## Fontosabb színházi szerepei
- William Shakespeare: Rómeó és Júlia... Mercutio, a herceg rokona, Rómeó barátja
- William Shakespeare: Lear király... Oswald
- William Shakespeare: Tévedések vígjátéka... Syracusai Dromio
- Carlo Goldoni: Chioggiai csetepaté... Fortunato
- Niccolò Machiavelli: Mandragóra... Ligurio, fiatal léhűtő
- Molière: Tartuffe... Cléante
- Molière: A fösvény... Jakab
- Lope de Vega: A kertész kutyája... Tristán, Teodoro inasa
- Nyikolaj Vasziljevics Gogol: Háztűznéző... Sztyepan
- Valentyin Petrovics Katajev: A kör négyszögesítése... Abram Szimonovics
- Friedrich Schiller: Ármány és szerelem... Wurm; komornyik
- Friedrich Schiller: Stuart Mária... William Cecil
- Victor Hugo: Királyasszony lovagja... De Priego marquis
- Stendhal: Vörös és fekete... Fouqué, fakereskedő, Julien barátja
- Henrik Ibsen: A vadkacsa... Relling doktor
- Samuel Beckett: Godot-ra várva... Estragon
- Bertolt Brecht – Kurt Weill: Koldusopera... Smith
- John Steinbeck: Egerek és emberek... George
- Friedrich Dürrenmatt: Az öreg hölgy látogatása... Első polgár; kalauz
- Ion Luca Caragiale: Az elveszett levél... Tache Farfuridi
- Arisztophanész – Hamvai Kornél – Nádasdy Ádám: Lüzisztraté... Kinéziasz
- Plautus: A hetvenkedő... Csetlevics
- Wolfgang Amadeus Mozart: Varázsfuvola... Papageno
- Katona József: Bánk bán... Myska bán
- Jókai Mór: A gazdag szegények... Paraj János, konstábler
- Jókai Mór: A kőszívű ember fiai... Richárd
- Fazekas Mihály – Zalán Tibor: Lúdas Matyi... Hajdú 1.
- Móricz Zsigmond: Úri muri... Ködmön András, munkás
- Móricz Zsigmond: Nem élhetek muzsikaszó nélkül... Balázs, nyíri birtokos
- Móricz Zsigmond – Kocsák Tibor – Miklós Tibor: Légy jó mindhalálig... Gyéres tanár úr
- Mikszáth Kálmán: Szent Péter esernyője... Bélyi János
- Molnár Ferenc:Az üvegcipő... Házmester
- Heltai Jenő: Naftalin... Dr. Szakolczay Bálint
- Kosztolányi Dezső: Édes Anna... Ficsor
- Móra Ferenc – Zalán Tibor: A Rab ember fiai... Piszliczár
- Görgey Gábor: Berta... Fekete Demeter, végvári költő
- Fejes Endre – Presser Gábor – Sztevanovity Dusán: Jó estét nyár, jó estét szerelem... Mesélő
- Dobozy Imre: A tizedes meg a többiek... Szíjártó
- Sütő András: Egy lócsiszár virágvasárnapja... Vámos
- Egressy Zoltán: Sóska, sültkrumpli... Művész
- Pozsgai Zsolt: A szűz és a szörny... Köcsög
- Pozsgai Zsolt: A Szellemúrnő (Ábránfy Katalin)... Nádasdy Tamás
- Pozsgai Zsolt: A király és a szűz... IV. Béla
- Verebes István: Senki sem tökéletes... Dzseri
- Bartus Gyula: Életek árán... Farkas
- Bartus Gyula – Benedekfi István – Benedekfi Zoltán: Lovak... Vérmes
- Pataki Éva: Edith és Marlene... Összes férfiszerep
- Farkas Ferenc: Csínom Palkó... Rosta Márton, később Piperec báró
- Nóti Károly – Zágon István – Kellér Dezső – Szilágyi László: Hippolyt, a lakáj... Tóbiás
- Lehár Ferenc: Cigányszerelem... I. Cigányfiú
- Kálmán Imre: Csárdáskirálynő... Kiss
- Huszka Jenő: Lili bárónő... Becsei tiszttartó
- Andrew Lloyd Webber – Tim Rice – Miklós Tibor: Jézus Krisztus Szupersztár... Pap
- Frank Wildhorn – Leslie Bricusse: Jekyll és Hyde... Püspök
- Dale Wassermann – Mitch Leigh – Joe Darion: La Mancha lovagja... Sancho
- Makrai Pál – Usztics Mátyás: Rózsák, szerelmek... Göri-Borz
- Boldizsár Miklós – Szörényi Levente – Bródy János: István, a király... Laborc
- Várkonyi Mátyás – Miklós Tibor: Sztárcsinálók... Péter
- Molnár Ferenc – Kocsák Tibor – Miklós Tibor: A Vörös Malom... Malacoda
- Bognár Zsolt – Kiss Stefánia: Jeanne d’Arc... Szabómester
- Várkonyi András – Balogh Bodor Attila: Szupermancs... Postás, Bolond, Kócfej
- Szomor György – Szurdi Miklós – Valla Attila: Diótörő és Egérkirály... Friedrich, Bohóc, Gyeregér
- Szomor György – Román Sándor: Frank Sinatra – A hang... George Evans
- Alexandre Dumas – Szomor György – Pozsgai Zsolt: Monte Christo grófja... Fernand, később Morcerf grófja
- Rudyard Kipling – Dés László – Geszti Péter – Békés Pál: A dzsungel könyve... Majomkirály
- Rejtő Jenő – Darvas Benedek – Varró Dániel – Hamvai Kornél: Vesztegzár a Grand Hotelben... Martin pincér
- Mikó Csaba: Kövérkirály... Keserű; Öngyilkos Jelölt
- A szegény csizmadia és a Szélkirály... mesélő
- Fésűs Éva – Gebora György: A csodálatos nyúlcipő... Kikiáltó
- Csukás István: Ágacska... Berci béka
- Grimm fivérek – Konter László: A só... Szolga
- Grimm fivérek –Konter László: Hamupipőke... Udvarmester
- Hans Christian Andersen – Bornai Tibor – Pozsgai Zsolt: Hókirálynő... Ördög
- Békés József: Sándor, József, Benedek... Jani, a szolgalegény
- Gyárfás Endre – Kocsák Tibor: Dörmögőék űrvendége... Berci
- Pete László: Fruzsina hercegnő... Hexa Péter, vándorló királyfi
- Sultz Sándor: Kőmanó... Kandúr
- L. Frank Baum: Óz, a nagy varázsló... Totó kutya
- Alan Alexander Milne: Micimackó... Tigris
- Gulyás Levente – Koleszár Bazil Péter: Négy évszak... Tudós professzor
- Zalán Tibor: Hetvenhét... Marlon király, Az erdő szelleme
- Hedry Mária: A bűvös patkó... Farkas koma
- Ulrich Hub: Nyolckor a bárkán... Fehér galamb
- Herman Wouk: Zendülés a Caine hajón... Thomas Keefe
- Peter Karvaš: Yo város honpolgárai... Jonathan Buckle, főkönyvel
- Schittenhelm Christian: Da Vinci... Paolo de Pozzo építész
- Marc Camoletti: A mi Annánk... Bernard
- Marc Camoletti: Boldog születésnapot... Robert
- Marc Camoletti: Leszállás Párizsban... Robert
- Bengt Ahlfors: Színházkomédia... Per
- Robert Thomas: A hölgy fecseg és nyomoz... Roche
- Georges Feydeau: Bolha a fülbe... Carlos Homenides de Histangua
- Neil Simon: Pletyka... Glenn Cooper
- Charles Aznavour – Shaum McKenna: Éljen az élet... Nagymama I.
- Willy Russell: Vértestvérek... Sammy, Mickey bátyja
- Paul Foster: I. Erzsébet... Egy hugenotta, A spanyol pap, A törpe Erzsébet, Mária egyik udvarhölgye
- Arthur Schnitzler: Körtánc... a katona
- Tahir Mujičić – Boris Senker – Nino Škrabe: Trenk, avagy a vad báró... Poslusny, Pavao pandúr; A báró tisztiszolgája
- Pethő Sándor – Zelei Miklós: Karkithemia... a kar
- Orbán János Dénes: Szabadság, kolbász, szerelem... Szusi mester; japán követ
- Zelei Miklós: Az Isten balján – Situs Inversus... közreműködő
- Herdy Mária: A bűvös patkó... Farkas koma
- Szente Béla: Szárnyad árnyékában... „Koni” – Lovász Tamás/Konicsek Tomás
- Ivan Kušan – Tasnádi István: Balkán kobra... Juraj Ardonjak
- Anthony Marriott – Alistair Foot: Csak semmi szexet kérem, angolok vagyunk!... Brian Runnicles
- Maurice Hennequin – Pierre Veber: Törvénytelen randevú... Marius
- Noël Coward: Vidám kísértet... Dr. Bradman
- David Yazbek: Alul semmi... Jerry Lukowski, munkanélküli gyári munkás
- Kerstin Slawek – Dorotty Szalma – Gulyás Levente: Sárkány a szekrényben... Laskaris, alkimista, varázsló és orvos
- Murray Schisgal: Szerelem, ó!... Milt
- Várkonyi Mátyás – Béres Attila: Egri csillagok... Jumurdzsák
- Koltay Gábor – Szűts István – Kormorán együttes: A Megfeszített... Az Áruló
- Pierre Chesnot: Hotel Mimóza... Jean-Francois Moncey, tévérendező
- Ken Kesey – Dale Wasserman: Kakukkfészek... Randl Patrick McMurphy
- Tamási Áron: Énekes madár... Préda Máté, vénlegény, Regina vőlegénye
- Fenyő Miklós – Tasnádi István: Made in Hungária... Bigali elvtárs, polifunkcionárius

## Filmek, tv
- Kisváros (sorozat) Gyilkos hírek 1-2. című részek (2001)
- William Shakespeare: Lear király (színházi előadás tv-felvétele)
- Sweet Sixteen, a hazudós (2011)
- Friedrich Schiller: Stuart Mária (színházi előadás tv-felvétele, 2011)
- A kör négyszögesítése (2013)
- Katona József: Bánk bán (színházi előadás tv-felvétele, 2016)

## Díjai
- Legjobb színészhallgatónak járó díj (1997)
- Nívódíj (Legjobb alakításért) (2002)
- Megye Színművésze (2002, 2006, 2008, 2010, 2019, 2024)
- Magyar Drámaíró Verseny (A zsüri különdíja – színész) (2010)
- Gálfy László Gyűrű-díj (2010)(2019)
- Legjobb férfi főszereplő – XI. Magyar Teátrum Nyári Fesztivál (2021)
- Jászai Mari-díj (2022)[2]